# Krystal Meyers
Krystal Meyers (Denver, 31 de julho de 1988) é uma cantora cristã dos Estados Unidos contratada pela Essential Records.

## Biografia
Krystal Meyers começou a escrever canções aos 10 anos e a tocar guitarra aos 13 anos. Já com o sucesso garantido (mas não alcançado) lançou o seu primeiro álbum com 16 anos em 2005. Estudou em colegio de freiras, e lá começou a cantar músicas, sobre qual ela canta até hoje. Ela compôs quase todas as suas musicas e as toca com facilidade. Seu segundo album, Dying for a Heart, foi lançado em 19 de setembro de 2006. Apesar do mínimo sucesso, Krystal Meyers diz que o  o mais importante que faz  é o seu objetivo em primeiro lugar: levar a palavra de Deus por onde quer que  passe, não importa aonde, porque Deus é o mais importante.

## Influências
Seu estilo musical conduziu a muitos críticos da música a descrevê-la como a Avril Lavigne cristã. Seu som combina rock leve com melodias acústicas até o pop teen.

## Discografia
- Krystal Meyers - (2005)
- Dying for a Heart - (2006)
- Make Some Noise (2008)